# Herbert Marcuse
Herbert Marcuse (/mɑːrˈkuːzə/; alemany: [maɐ̯ˈkuːzə], Berlín, 19 de juliol de 1898 – Berlín, 29 de juliol de 1979) fou un filòsof i sociòleg alemany, una de les principals figures de l'Escola de Frankfurt.

## Vida
Va néixer a Berlín, va servir com a soldat en la Primera Guerra Mundial i va participar posteriorment en l'aixecament espartaquista que va ser aixafat per les forces de la República de Weimar. Després de completar els seus estudis a la Universitat de Friburg de Brisgòvia el 1922, tornà a Berlín, on va treballar com a venedor de llibres. Va tornar a Friburg el 1929 per a escriure una «habilitació» (dissertació de professor) amb Martin Heidegger. El 1933, com que no li va ser permès completar el seu projecte sota el règim nazi per ser jueu, Marcuse va començar a treballar a l'Institut d'Investigació Social a Frankfurt del Main i, juntament amb Max Horkheimer i Theodor Adorno, es va convertir en un dels més destacats teòrics de l'Escola de Frankfurt.
Va emigrar d'Alemanya aquest mateix any, i va anar primer a Suïssa i després als Estats Units, on va obtenir la ciutadania el 1940. Durant la Segona Guerra Mundial va treballar per a l'Oficina de Serveis Estratègics dels Estats Units (US Office of Strategic Services), precursora de la CIA, analitzant informes d'estratègia sobre Alemanya (1942, 1945, 1951). El 1952 va iniciar una carrera magisterial com a teòric polític, primer a la Universitat de Colúmbia i a Harvard, després a la Universitat de Brandeis des de 1958 fins al 1965, on va ser professor de filosofia i política, i finalment (ja jubilat), a la Universitat de Califòrnia, San Diego.
Va ser amic i col·laborador del sociòleg i historiador Barrington Moore Jr. i del filòsof polític Robert Paul Wolff. En l'època després de la guerra, fou el membre més políticament explícit i esquerrà de l'Escola de Frankfurt, encara identificant-se a ell mateix com a marxista, socialista i hegelià. Marcuse va morir el 26 de juliol de 1979, després d'haver sofert una apoplexia durant una visita a Alemanya. El teòric Jürgen Habermas, de la segona generació de l'Escola de Frankfurt, va cuidar d'ell durant els seus últims dies de vida.

## Pensament
Les crítiques de Marcuse a la societat capitalista (especialment en la seva síntesi de Marx i Freud, Eros i la civilització, publicat en 1955, i el seu llibre L'home unidimensional, publicat en 1964) van ressonar amb les preocupacions del moviment esquerrà estudiantil dels 60. A causa de la seva obertura a parlar en les protestes estudiantils, Marcuse prompte va venir a ser conegut com «El pare de la Nova Esquerra» (terme que ell rebutjava).
La crítica fonamental que realitza Marcuse a la societat moderna, desenvolupada en L'Home Unidimensional, és que el subjecte unidimensional és víctima de la seva pròpia impotència i de l'opressió contínua d'un mètode de dominació més complicat del que Adorno i Horkheimer van imaginar. Aquesta és la concepció del poder per la qual Marcuse es considera com pont entre la primera i la segona generació de l'Escola de Frankfurt. Aquesta crítica implica que la societat moderna és incapaç d'assimilar qualsevol forma d'oposició que sorgeixi a l'interior de si mateixa i, per tant, no existeix cap moviment individual ni col·lectiu capaç d'oposar-se-li o de soscavar les seves arrels socioeconòmiques. Aquest fet es contrasta fonamentalment amb el capitalisme primerenc, en el qual el moviment proletari era una força amb el potencial efectiu de derrocar al règim. El capitalisme avançat que descriu Marcuse, en canvi, ha generat a través dels estats de benestar una millora en el nivell de vida dels obrers, que és insignificant en la realitat, però contundent en els seus efectes: el moviment proletari ha desaparegut, i encara els moviments antisistémics més emblemàtics, com el moviment punk-anarquista o el moviment bohemi, han estat assimilats per la societat i orientats a operar per als fins que la societat coactiva reconeix com vàlids.
El motiu d'aquesta assimilació, segons Marcuse, consisteix que el contingut mateix de la consciència humana ha estat fetitxizat (en termes marxistes) i que les necessitats mateixes que l'home immers en aquesta societat reconeix, són necessitats fictícies, produïdes per la societat industrial moderna, i orientades a les finalitats del model. En aquest context, Marcuse distingeix entre les necessitats reals (les quals provenen de la naturalesa mateixa de l'home) i les necessitats fictícies (aquelles que provenen de la consciència alienada, i són produïdes per la societat industrial). La distinció entre ambdós tipus de consciència només pot ser jutjada pel mateix home, ja que les seves necessitats reals només ell les coneix en el seu fur més íntim; no obstant això, com la mateixa consciència està alienada, l'home ja no pot realitzar la distinció.
La principal necessitat real que Marcuse descobreix és la llibertat, entesa com l'instint libidinal no sublimat (en termes freudians). Per a Marcuse, el que la societat industrial moderna ha fet amb l'instint libidinal de l'home és sublimar-lo, i reduir-lo a l'exclusiu àmbit de la genitalitat, quan en realitat el cos mateix de l'home és només ànsia de llibertat. La sublimació de l'instint libidinal i l'encasellament en la seva genitalitat permeten a la societat industrial moderna disposar de la resta del cos humà per a la producció capitalista, així com de totes les energies dels homes.
El que Marcuse volia destacar era una culturalizació de la teoria de la felicitat de Freud: principi de realitat i principi de plaer no tenen per què ser oposats si s'aconsegueixen revelar les causes de la infelicitat. Marcuse s'oposa a l'abstracte del pensament racionalista cartesià, que entén a l'individu com subjecte ideal, descartant el valor del que és corporal i eròtic. Això col·loca a Marcuse en una posició de vitalisme integral, entenent-lo com una actitud d'alliberament tant individual com col·lectiva, treure a la llum el més allunyat de les convencions.
Per a Marcuse, la instància fonamental de formació de la consciència humana està en la infantesa, tal com es viu a l'interior de la família: en aquesta etapa, l'home que s'està formant adquireix les seves categories normatives i tot el seu marc de referència per a enfrontar el món. El que la societat industrial moderna ha transmutat és precisament aquest àmbit familiar, que la societat mateixa alienant s'ha introduït a través dels mitjans de comunicació de masses, reemplaçant a la família, i formant als homes amb categories que no surten d'ell mateix, sinó del capitalisme. Les necessitats de l'home, així com els seus anhels, somnis i valors, tot ha estat produït per la societat, i d'aquesta manera s'ha assimilat qualsevol forma d'oposició o moviment antisistémic. En aquest punt està la principal diferència entre la forma d'alienació que descriu Marx i la qual descriu Marcuse. Mentre en Marx l'alienació està focalitzada en l'àmbit del treball, on a l'home se li arrabassa la seva plusvàlua (i per tant la seva condició humana), en Marcuse l'alienació està enfocada en la consciència mateixa de l'home modern i, per tant, no hi ha cap manera d'escapar a la coacció.
A pesar d'identificar en l'home una forma de submissió molt més desenvolupada i difícil de penetrar, Marcuse remarca els valors de l'avantguarda en l'art quan parla de Bertolt Brecht o diu per exemple: "La lluita per trobar aquest mitjà, o més ben dit la lluita contra la seva absorció en la unidimensionalitat predominant, es mostra en els esforços de l'avantguarda per crear un distanciament que faria la veritat artística comunicable altra vegada". Aquest distanciament que pretén realitzar Marcuse està marcat per la intencionalitat d'allunyar l'ésser huma del domini que està imposat en tota la societat. I pretén reorientar el rumb de la cultura cap a l'art, cap a l'estètic. Marcuse mostra una anàlisi molt profunda i dura quant als processos de canvi, tot i reconéixer "la possibilitat d'alternatives" i els diferents camins i sobretot la tasca de la filosofia en aquest aspecte. Una nota al peu molt curiosa del seu llibre l'home unidimensional diu: "Encara existeix el llegendari heroi revolucionari que pot derrotar fins i tot a la televisió i a la premsa: el seu món és el dels països subdesenvolupats". Però la pretensió de fer possible el distanciament a través de l'art per a evitar la dominació, mostra clarament un problema que impedeix utilitzar-lo com mitjà d'evasió. Segons Marcuse, l'art és capaç de treure'ns de la vida diària, ens fa veure la realitat d'altra forma perquè ens col·loca en altra posició. No obstant això, l'art està distanciat, però no separat de la realitat perquè està mercantilizat, per tant, no es pot utilitzar com mitjà d'evasió perquè està sota el control de la classe dominant, com la resta dels àmbits de la societat. En diferents passatges s'evidencia el seu idealisme que després es traduïx a la seva militància política. Aquesta contradicció és reconeguda per Marcuse, qui va viure en una eterna disputa teòrica sobre l'interrogant fonamental de si la societat tenia la possibilitat o no de canviar des de dins i, per tant, de transcendir l'statu quo. Està clara l'existència d'esperança en el seu pensament, encara que l'anàlisi de la realitat i els esdeveniments es contraposin a aquest tema. Per a il·lustrar aquesta contradicció, en les seves conclusions sobre el "home unidimensional" Marcuse cita al final una frase de Walter Benjamin que diu el següent: "Només gràcies a aquells sense esperança ens és donada l'esperança" (en l'original alemany, "Nur um der Hoffnungslosen willen ist uns die Hoffnung gegeben").

## Problema psicològic, problema polític
En l'era present, diu Marcuse, s'han invalidat les fronteres entre la psicologia d'una banda i la filosofia social i política per l'altra, gràcies a la condició actual de l'home. Per això en Eros i civilització fa ús de categories psicològiques, ja que abans els processos psíquics, antigament autònoms i identificables ara estan sent absorbits per la funció de l'individu en l'estat, per la seva existència pública. Pel mateix els problemes psicològics es transformen en problemes polítics: el desordre privat reflecteix més directament que abans el desordre de la totalitat, i la curació del desordre personal depèn més directament que abans de la curació del desordre general. La psicologia pot ser elaborada i practicada llavors com una disciplina especial tan sols en tant la psique pugui mantenir-se a si mateixa contra el poder públic, en tant la vida sigui realment desitjada i construïda per si mateixa, i afirma Marcuse, que si l'individu no té ni l'habilitat ni la possibilitat de ser per a si mateix, els termes de la psicologia arriben a ser els termes de les forces socials que defineixen la psique.

## Obres
- Hegels Ontologie (L'ontologia de Hegel, 1932)
- Reason and Revolution (1941)
- Eros and Civilisation (1955, traduït al català per Jordi Solé Tura, 1968)
- One Dimensional Man (L'home unidimensional, 1964)
- Kultur und Gesellschaft (Cultura i societat, 1965)
- Ideen zu einer kritischen Theorie der Gesellschaft (Idees per a una teoria crítica de la societat, 1969)
- Die Permanenz der Kunst (La permanència de l'art, 1978)